# Червона глина (фільм, 1927)
Червона глина (англ. Red Clay) — американська воєнна драма режисера Ернста Леммле 1927 року.

## У ролях
- Вільям Десмонд — шеф Джон Нішет
- Марселін Дей — Агнес Барр
- Альберт Дж. Сміт — Джек Барр
- Байрон Дуглас — сенатор Барр
- Біллі Салліван — Боббі Лі
- Лола Тодд — Бетті Морган
- Фелікс Вітфезер — індіанський вождь